# Giovanni Ferraguti
Giovanni Ferraguti (Parma, 16 aprile 1939) è un fotografo e giornalista italiano.

## Biografia
Cominciò ad interessarsi di fotografia all'età di 13 anni, quando sua madre gli regalò una macchina fotografica. Ebbe così inizio una grande passione che lo spinse a imparare i primi rudimenti dell'arte fotografica in uno studio di Parma. Nel 1965 venne assunto dalla Gazzetta di Parma, primo fotografo ufficiale del giornale cittadino, un ruolo che completò successivamente con l'attività di giornalista professionista. Nel 1979 ha conseguito la laurea in giornalismo a Roma.
Con la Gazzetta di Parma ha lavorato come giornalista-reporter per trentacinque anni, dal 1965 al 2000. È stato anche corrispondente dell'agenzia internazionale Associated Press per trent'anni e per cinque del quotidiano Il Secolo XIX di  Genova. Per tredici anni ha vissuto a Nizza con la moglie Luciana Vezzani.
Con la Gazzetta ha realizzato, oltre alla normale cronaca cittadina, parecchi servizi importanti, fra i quali spicca un'esclusiva del 1968 sull'attore e regista Charlie Chaplin, da tempo sfuggito alla caccia dei media, fotografato con tutta la famiglia. Quelle immagini furono pubblicate dalla prestigiosa rivista statunitense Life.
Ha fotografato Sophia Loren a Salsomaggiore quando l'attrice annunciò la sua gravidanza (la foto non fu però pubblicata per una promessa fatta ai medici delle Terme). Ha compiuto diversi viaggi all'estero per la Gazzetta, anche in zone calde tormentate dalla guerra. Nel 1983 fu inviato a Beirut al seguito del contingente militare italiano guidato dal generale Franco Angioni e nel 1988 a Dubai nel Golfo Persico. Nel 1989 è stato a Mosca, con il sottosegretario Bonferroni, nel periodo post-Gorbaciov.
Da buon parmigiano, Ferraguti è un grande appassionato dell'opera lirica. Durante la rappresentazione dell'opera verdiana Trovatore al teatro Regio fu protagonista di un curioso episodio: il baritono Renato Bruson, che era stato fischiato dal pubblico, si innervosì al punto da inseguirlo, con l'intenzione di infilzarlo con la spada di scena (di ferro). L'episodio fu riportato sulla copertina del settimanale Grand Hotel, raccontato dalla matita del disegnatore Walter Molino. Nel 1972, durante le riprese del film Novecento, fu incaricato dall'Associated Press di comunicare a Robert De Niro che aveva ricevuto la nomination per l'Oscar. Lo scoop riuscì e la foto di De Niro con il suo pappagallo fece il giro del mondo.
Per vent'anni ha seguito le storie degli emigrati dell'Appennino parmense a Londra, Parigi e New York. Per molti anni andò a Lubiana, città gemellata con Parma, a seguire le Nozze rustiche, cerimonia di matrimoni collettivi dove ogni anno veniva inviata una coppia di Parma. Fu inviato anche in Cina a Shijiazhuang per il gemellaggio fra la città cinese e Parma. In ottobre del 1989, come inviato speciale della Gazzetta, ha raccontato il muro di Berlino poco prima della sua caduta.
Tra i numerosi personaggi da lui intervistati e fotografati: Charles Aznavour, Giulio Andreotti, Mina, Katia Ricciarelli, Robert De Niro, Burt Lancaster, Federico Fellini, Luciano Pavarotti, il presidente Sandro Pertini, papa Paolo VI, papa Giovanni Paolo II (più volte), la principessa Margaret d'Inghilterra e tanti altri.

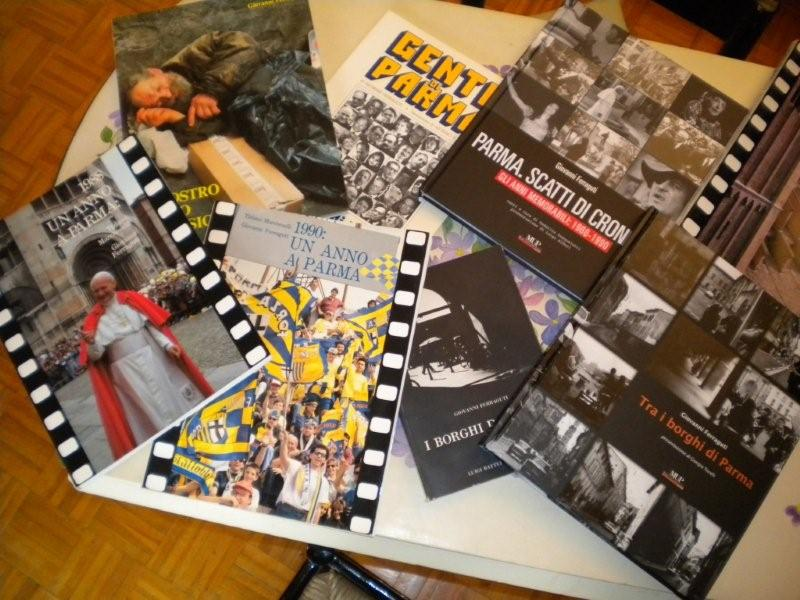
Alcuni libri di Giovanni Ferraguti.

Ferraguti ha pubblicato diversi libri fotografici, tra i quali:
- I borghi di Parma, ed. Battei, 1989
- Gente di Parma, prefazione di Giorgio Torelli, ed. Battei, Parma, estate 1992
- Il nostro amico Enzo Sicuri (testi di Tiziano Marcheselli)
- Un anno a Parma (con Tiziano Marcheselli), sei edizioni dal 1986 al 1991
- Scatti di cronaca - Gli anni memorabili: 1960-1990 (testi di Federica Pasqualetti), ed. Monte Università Parma, 2008 (libro di grande successo, con migliaia di copie vendute)
- Tra i borghi di Parma, ed. Monte Università Parma, 2009

Diverse anche le mostre fotografiche di Ferraguti, fra cui nel 1986 la personale "Professione reporter" all'Aranciaia di Colorno, che racconta tutta la sua carriera. Nel 2005 ha realizzato a Nizza la mostra fotografica "I colori della promenade".